# Dogliani
Dogliani este o comună în Provincia Cuneo, Italia. În 2011 avea o populație de 4.810 de locuitori.

## Demografie
Dogliani - evoluția demografică

|  | Graficele sunt indisponibile din cauza unor probleme tehnice. Mai multe informații se găsesc la Phabricator și la wiki-ul MediaWiki. |

Date: Recensăminte sau birourile de statistică - grafică realizată de Wikipedia

## Personalități născute aici
- Michele Ferrero (1925 - 2015), om de afaceri, proprietar al Ferrero SpA.